# دییانگ
دییانگ (به لاتین: Deyang) یک شهر مرکزی در جمهوری خلق چین است که در سیچوآن واقع شده‌است.

## خصوصیات
دییانگ ۵٬۸۱۸ کیلومترمربع مساحت و ۳٬۸۱۰٬۰۰۰ نفر جمعیت دارد.

## خواهرخوانده
شهرهای پریلپ، لاختی و هیگاشی‌هیروشیما، هیروشیما خواهرخوانده‌های دییانگ هستند.